# Yarrahapinni-Wetlands-Nationalpark
Der Yarrahapinni-Wetlands-Nationalpark ist ein Nationalpark im Nordosten des australischen Bundesstaates New South Wales, 25 km nordöstlich von Kempsey und 68 km südlich von Coffs Harbour.
Der Park liegt unmittelbar südlich des Yarriabini-Nationalparks direkt im Mündungsgebiet des Macleay River. Dort findet man große Seegras- und Mangrovenwälder. Vor 1971 war das Gebiet als Yarrahapinni Broadwater bekannt. In den 1960er-Jahren hat man Fluttore vor dem Ästuar errichtet, um den Flutrückstau in das Feuchtgebiet zu begrenzen, dann aber festgestellt, dass die Biodiversität in unerwünschter Weise abnahm. 1996 machte man diese Maßnahme wieder rückgängig und 2007 wurde das Gelände zum Nationalpark erklärt.
Das Gebiet wurde von den Aborigines bereits vor etwa 9000 Jahren besiedelt. Von etwa 3000 v. Chr. bis annähernd Christi Geburt wurde es von den örtlichen Stämmen der Gumbayngirr und Dunghutti als Platz für Køkkenmøddinger genutzt. In dem größten Køkkenmøddinger-Gebiet in einem Ästuar in Australien (14 km) finden sich noch heute sieben Køkkenmøddinger und ein Bora-Zeremonienplatz. Der Name Yarr-ar-pin-ni steht in mythologischem Zusammenhang mit dem Erschlagen eines riesigen Koalas.